# Nauen
Nauen (pronunciación en alemán: /ˈnaʊ̯ən/ⓘ) es un municipio situado en el distrito de Havelland, en el estado federado de Brandeburgo (Alemania), a una altitud de 35 metros. Su población a finales de 2016 era de 17 000 habs. y su densidad poblacional, 60 hab/km².
Nauen es principalmente conocido por la Estación Transmisora Nauen, la instalación de transmisión de radio preservada más vieja del mundo

## Geografía
Nauen está situada dentro de las tierras bajas glaciales de Havelland Luch, el corazón de la región de Havelland al norte de la meseta de Nauen, a unos 38 km (24 millas) al oeste del centro de la ciudad de Berlín (a 18 km (11 millas) de los límites de la ciudad de Berlín) y 27 km (17 millas) al noroeste de Potsdam. Es uno de los municipios más grandes de Alemania por su aria, comprendiendo Nauen propiamente dicho y catorce pueblos circundantes, incluyendo Ribbeck cuyos propietarios fueron inmortalizados en el poema de Theodor Fontane, 
Herr von Ribbeck auf Ribbeck im Havelland.

## Historia

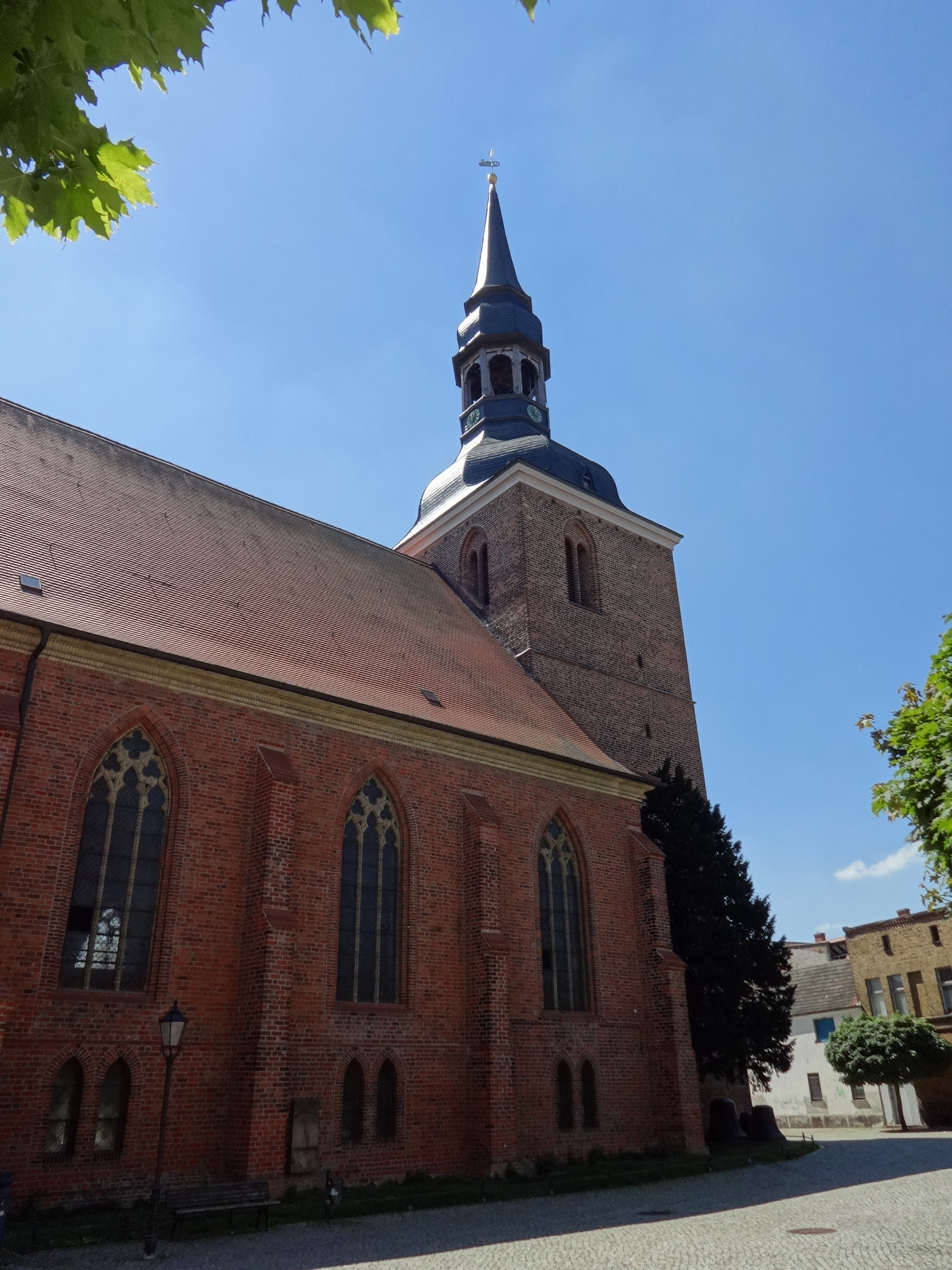
Iglesia de San Jacob

El asentamiento de Nowen fue mencionado por primera vez en 1186, en una escritura emitida por el obispo de Brandeburgo. Los ciudadanos recibieron town privileges otorgados por los margraves de Brandeburgo en 1292; su primer ayuntamiento fue construido en 1302. El margrave Valdemar de Brandeburgo-Stendal de Casa de Ascania concedió a Nauen derechos de comercio en 1317. Una comunidad judía ya existía en la época medieval.
Durante la guerra de los Treinta Años, en 1631, Nauen fue devastada por tropas imperiales lideradas por el Mariscal de campo Conde Johann Tserclaes de Tilly. El 27 de junio de 1675, tropas suecas y de Brandeburgo se encontraron en la Batalla de Nauen durante la guerra de Escania. Bajo un gobierno prusiano, Nauen se convirtió en una ciudad de guarnición. En 1847 recibió acceso al Ferrocarril Berlín–Hamburgo.
Nauen es bien conocida por la ubicación de su sitio de transmisiones, usado desde 1906 a 1945 para radio VLF y de ondas cortas. Después de 1945 las instalaciones fueron desmanteladas pero en 1955 la República Democrática Alemana comenzó a construir un centro de transmisiones de onda corta en Nauen. Desde 1997 se han ubicado cuatro antenas giratorias de transmisión de onda corta allí.

## Demografía
- Tendencia poblacionales desde 1875 (línea azul: población; línea punteada: comparación con tendencias poblacionales del estado de Brandenburg; fondo gris: tiempo de gobierno Nazi; fondo rojo: tiempo de Gobierno comunista)
- Proyecciones y desarrollo poblacional reciente (Desarrollo poblacional antes del censo del 2011 (línea azul); Desarrollo poblacional reciente de acuerdo al Censo en Alemania del 2011 (línea azul con bordes); Proyecciones ofiales para el período 2005-2030 (línea amarilla); para el período 2017-2030 (línea escarlata); para el período 2020-2030 (línea verde)

## Hijos e hijas del pueblo
- Michael Werner (nacido en 1939), comerciante de arte
- Jürgen Drews (nacido en 1945), cantante pop
- Udo Schnelle (nacido en 1952), teólogo, profesor en la Universidad Martin Luther de Halle-Wittenberg
- Jochen Kowalski (nacido en 1954 en Wachow) cantante de opera, contratenor
- Klaus-Dieter Kurrat (nacido en 1955), atleta, medallista en los juegos olímpicos de 1976
- Claudia Hoffmann (nacida en 1982), vallista